# Tiosulfat
|  | Aquest article tracta sobre l'anió del sofre. Si cerqueu el compost usat per a neutralitzar solucions amb hipoclorit sòdic, vegeu «tiosulfat de sodi». |

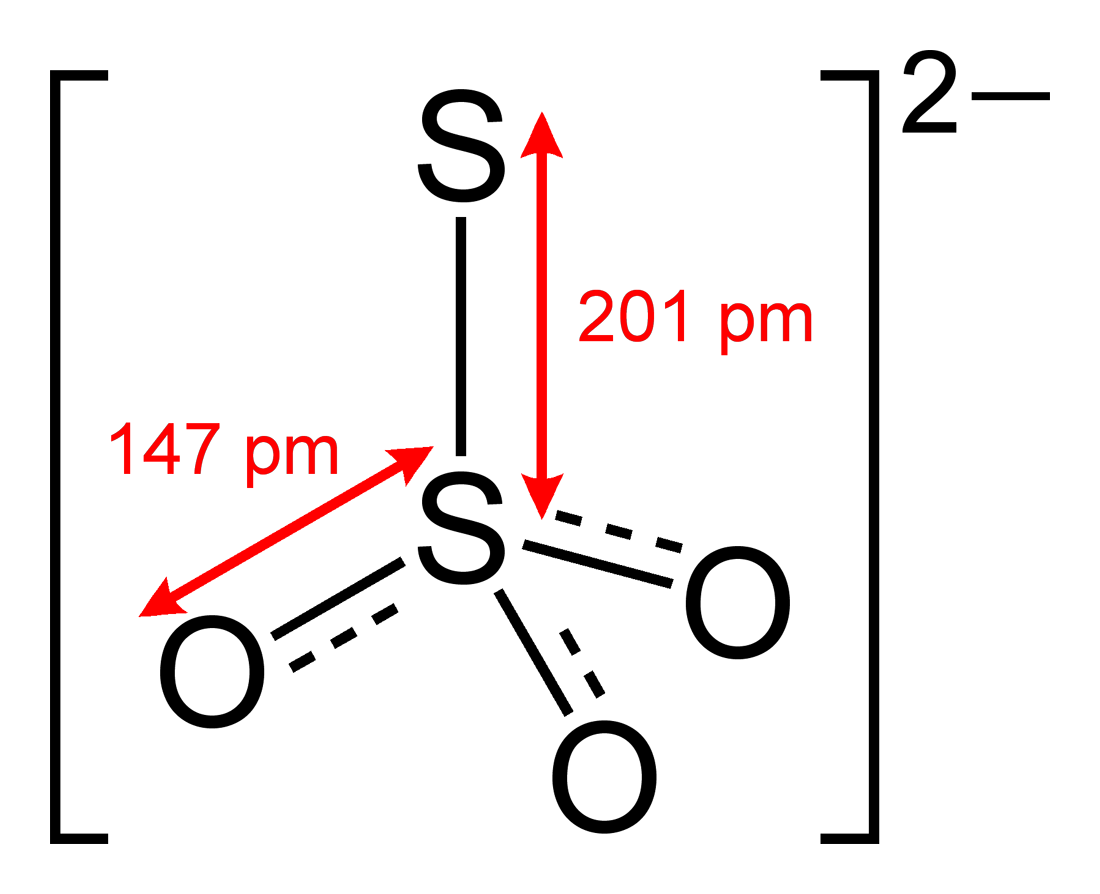
Estructura de l'anió tiosulfat

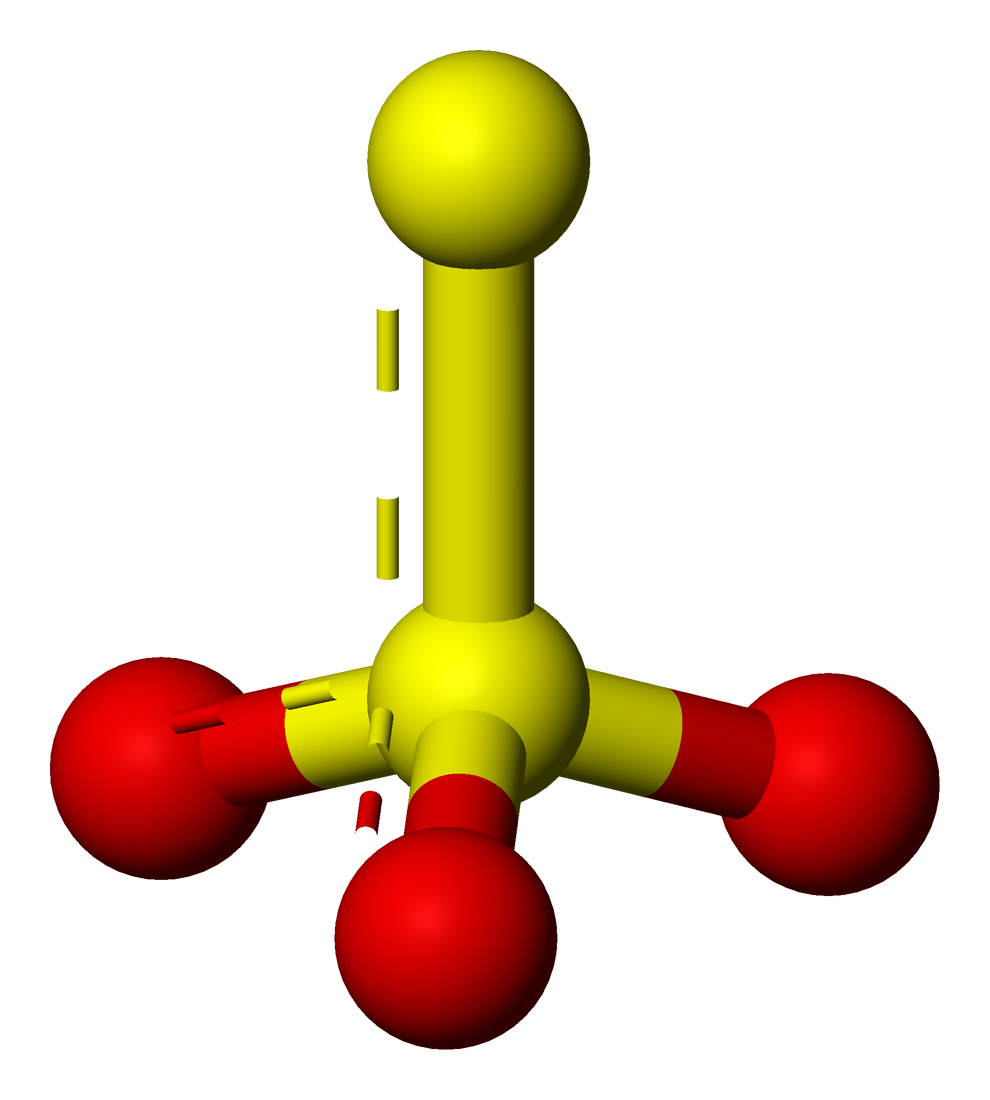
Model de barres i boles de l'anió tiosulfat

El tiosulfat (S₂O₃2−) és un oxoanió de sofre. El nom sistemàtic de la IUPAC és trioxidosulfidosulfat (2-), el nom del seu àcid corresponent és dihidroxidooxidosulfidosulfur. El prefix tio- indica que l'ió tiosulfat és un ió de sulfat amb un àtom d'oxigen substituït per un de sofre. El tiosulfat es produeix naturalment essent sintetitzat mitjançant processos bioquímics. Ràpidament desclora l'aigua i és notable per la seva capacitat per frenar el blanqueig en la indústria paperera. El tiosulfat també és útil en la fosa de mineral d'argent, en la producció d'articles de cuir, i en la fixació de tints en els tèxtils. El tiosulfat de sodi (Na₂S₂O₃) comunament anomenat hiposulfit, va ser àmpliament utilitzat en fotografia per fixar els negatius en blanc i negre i gravats després de l'etapa de desenvolupament; els fixadors 'ràpids' moderns usen tiosulfat d'amoni com a sal de fixació, ja que actua de tres a quatre vegades més ràpid. Alguns bacteris poden metabolitzar tiosulfats.
El tiosulfat és produït per la reacció d'ions sulfit amb sofre elemental, per oxidació incompleta de sulfurs (oxidació de pirita), o per reducció parcial de sulfat (paper Kraft).
Els tiosulfats només són estables en solucions neutres o alcalines, però no en solucions àcides, ja que es descompon en sulfit i sofre, essent el sulfit deshidratat a diòxid de sofre:
S₂O₃2− (aq) + 2 H+ (aq) → SO₂ (g) + S (s) + H₂O
Aquesta reacció es pot utilitzar per generar una suspensió aquosa de sofre i demostrar la difusió de Rayleigh de la llum.
Els tiosulfats reaccionen amb halògens diferencialment, el que pot atribuir-se al descens del poder oxidant cap avall el grup dels halògens:
2 S₂O₃2− (aq) + I₂ (aq) → S₄O₆2− (aq) + 2 I− (aq)
S₂O₃2− (aq) + 4 Br₂ (aq) + 5 H₂O(l) → 2 SO₄2− (aq) + 8 Br− (aq) + 10 H+ (aq)
S₂O₃2− (aq) + 4 Cl₂ (aq) + 5 H₂O (l) → 2 SO₄2− (aq) + 8 Cl− (aq) + 10 H+ (aq)
En condicions àcides, el tiosulfat produeix una ràpida corrosió dels metalls, l'acer i l'acer inoxidable són particularment sensibles a la corrosió per picades induïdes per tiosulfat. És necessària l'addició de molibdè a l'acer inoxidable per millorar la seva resistència a les picades (AISI 316L hMo). En condicions alcalines aquoses a una temperatura mitjana (60 °C), l'acer al carboni i l'acer inoxidable (AISI 304L, 316L) no són atacats, fins i tot a concentracions elevades de base (30% w KOH), tiosulfat (10% w) i en presència d'ió fluorur (5% w KF).
La presència natural del grup de tiosulfat està pràcticament restringit a un sidpietersita mineral molt rar, Pb₄(S₂O₃)O₂(OH)₂, la presència d'aquest anió en el mineral bazhenovita ha estat motiu de controvèrsia recentment.

## Usos
El tiosulfat de sodi és emprat com a cura natural perquè es diu que té un gran poder desintoxificant amb una gran capacitat per eliminar el mercuri i altres metalls pesants del nostre cos. També s'usa com antifúngic, com en el cas de la tinya. En intoxicació per cianur, el tiosulfat de sodi ens ajuda a metabolitzar el tiocianat ({\displaystyle {\ce {SCN-}}}) i formant-se l'antídot, el nitrit d'amil ( C₅H11ONO) i el nitrit de sodi ({\displaystyle {\ce {NaNO2}}}). És un medicament essencial per la OMS.
Un altre ús del tiosulfat és com a fixador de fotogràfic, on aquest cas utilitzem tiosulfat d'ammoni ({\displaystyle {\ce {(NH4)2S2O3}}}). La quantitat de tiosulfat necessari per preparar aquest fixador bàsic serà d'uns 240g de tiosulfat d'ammoni per cada 875g d'aigua destil·lada.
El tiosulfat d'ammoni ({\displaystyle {\ce {(NH4)2S2O3}}}) és el fertilitzant líquid, que conté sofre, més utilitzat. Els fabricants el produeixen el tiosulfat per la reacció entre diòxid de sofre ({\displaystyle {\ce {SO2}}}), sofre elemental i ammoníac aquós, però hi ha altres mètodes similars per produir-lo. Els tiosulfats són altament solubles en aigua i són compatibles amb molts altres fertilitzants líquids. L'ATS, que és el tiosulfat d'ammoni, és comunament barrejat amb urea nitrat d'ammoni (UAN) per formar un fertilitzant amb un 5% de sofre i que s'utilitza en l'ànalisi 28-0-0-5.
A part dels usos mèdics i com a fertilitzants, també s'usa per al tractament de l'aigua, per neutralitzar el lleixiu, per l'adobat del cuir, l'extracció d'or i coixinets químics tèrmics.

## Aplicacions
En microbiologia, una aplicació del tiosulfat, s'ha basat en dilucidar el mecanisme d'oxidació de compostos reduïts de sofre pels quimiolitòtrofs del sofre. Aquests organismes basen la seva cadena de transport d'electrons en l'oxidació de sulfur d'hidrogen a sulfat per diverses vies. Són algunes d'aquestes vies les que, esgotat el sumministre de sulfur, es poden activar emprant tiosulfat aportat controladament.
El tiosulfat és un agent reductor, emprat en valoracions redox en química analítica. Concretament, el tiosulfat de sodi, s'usa per valorar triiodur, que oxida el tiosulfat a tetrationat: {\displaystyle {\ce {I3- + 2S2O3^2- <=> 3I- + S4O6^2-}}}, en medi àcid o neutre.
En medicina, el tiosulfat, en forma de sal de sodi (sodium thiosulfate, STS), està obrint-se camí com a nou tractament en algunes malalties en les que no hi ha cura coneguda o n'existeix una paliativa o poc eficient o dolorosa pel pacient.
- Com ara la calcifilaxis, on el tractament amb cirurgia i 25g de STS tres vegades per setmana i durant mínim sis mesos, dona lloc a una millora en la profunditat de les úlceres. El STS és ben tolerat, generalment, pel pacient i fa que la malaltia no desenvoqui en sèpsia.[13]
- Existeix un estudi on s'han investigat els efectes i mecanismes de l'acció de l'STS en rates com a model d'osteoartritis en la calcificació de condròcits.[14]

En mineria, des de finals dels anys setanta, l'extracció d'or mitjançant l'ús de tiosulfats ha despertat un gran interès. Aquest interès és degut a diversos avantatges que presenta, en front de l'ús més estès, que és la utilització de cianur. Diversos estudis, determinen que la utilització de tiosulfat presenta una lixiviació més ràpida, un augment en la velocitat de separació, i la baixa toxicitat en front de l'impacte mediambiental del cianur.
Com a desavantatges en la utilització del tiosulfat en front del cianur, és la necessitat d'utilitzar concentracions altes de reactius, la necessitat de presències de catalitzadors com a sulfits, sulfurs, sulfats de glicina i àcid etilendiamintetraacètic (EDTA), per obtenir majors rendiments. Un altre problema és la formació de subproductes en algunes etapes formant tetrationats (S₄O₂−6) i tritionats (S₃O₆2-), que aquests augmenten el consum de tiosulfat (S₂O₃2-).
Tot això fa que la utilització en l'àmbit industrial sigui complexa i segueixi sent estudiada.
Com a aplicació en tractament d'aigua, és utilitzat el tiosulfat de sodi (Na₂S₂O₃), encarregat de la decloració d'aigües per al consum humà o la disminució de clor en aigües amb quantitats grans de clor, que es poden trobar en piscines.
La reacció de tiosulfat de sodi Na₂S₂O₃ y hipoclorit de sodi (NaClO) es la següent:
4 NaClO + Na₂S₂O₃ + 2 NaOH ---> 4 NaCl + 2 Na₂SO₄ + H₂O
Com a productes obtenim sulfat de sodi (Na₂SO₄) i clorur de sodi (NaCl). El sulfat de sodi actua d'eliminador de brom en el cas que hi hagi presencia de brom a l'aigua.